# Palacio de los Patos

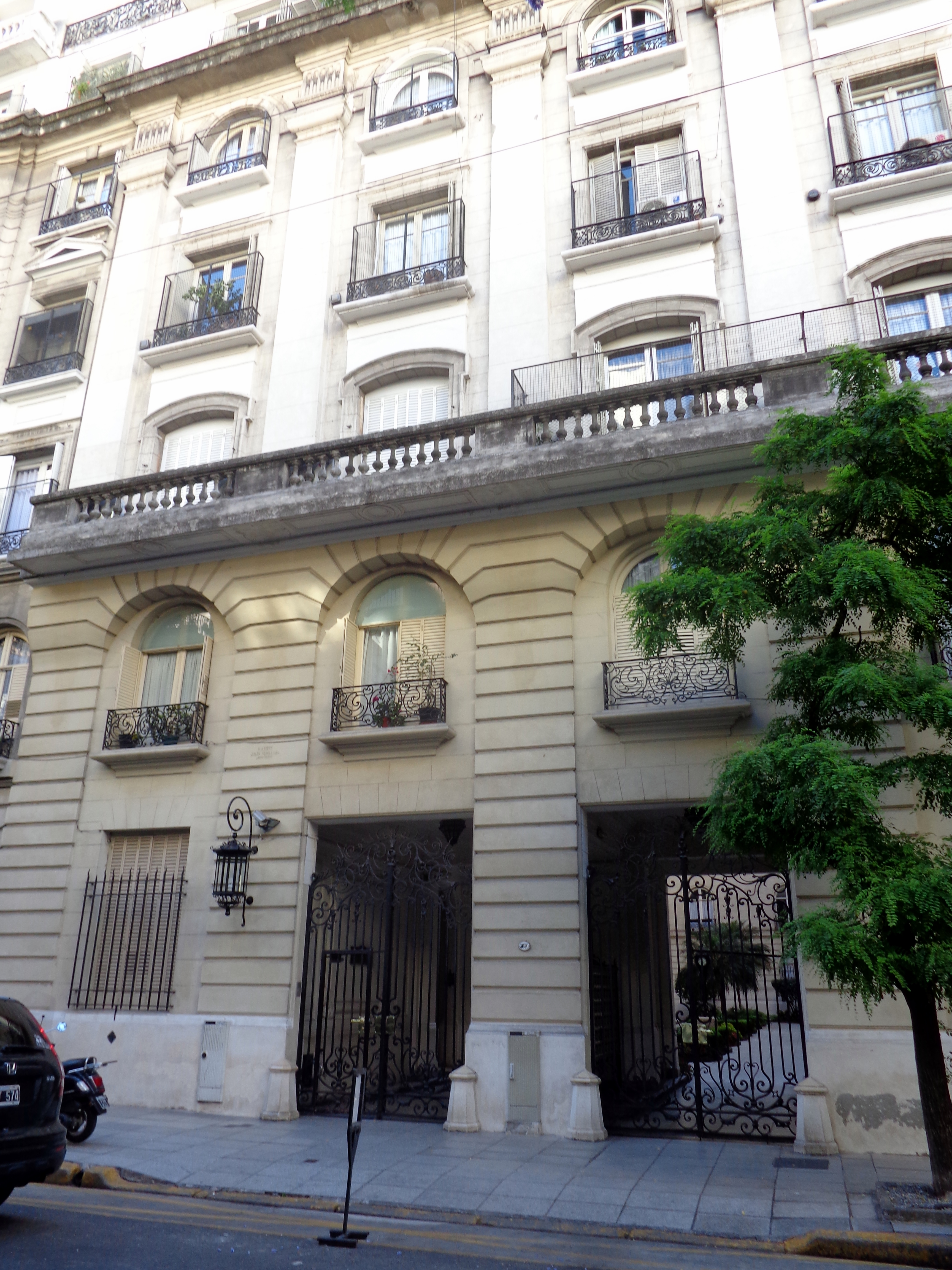
Entrada por Ugarteche 3050.

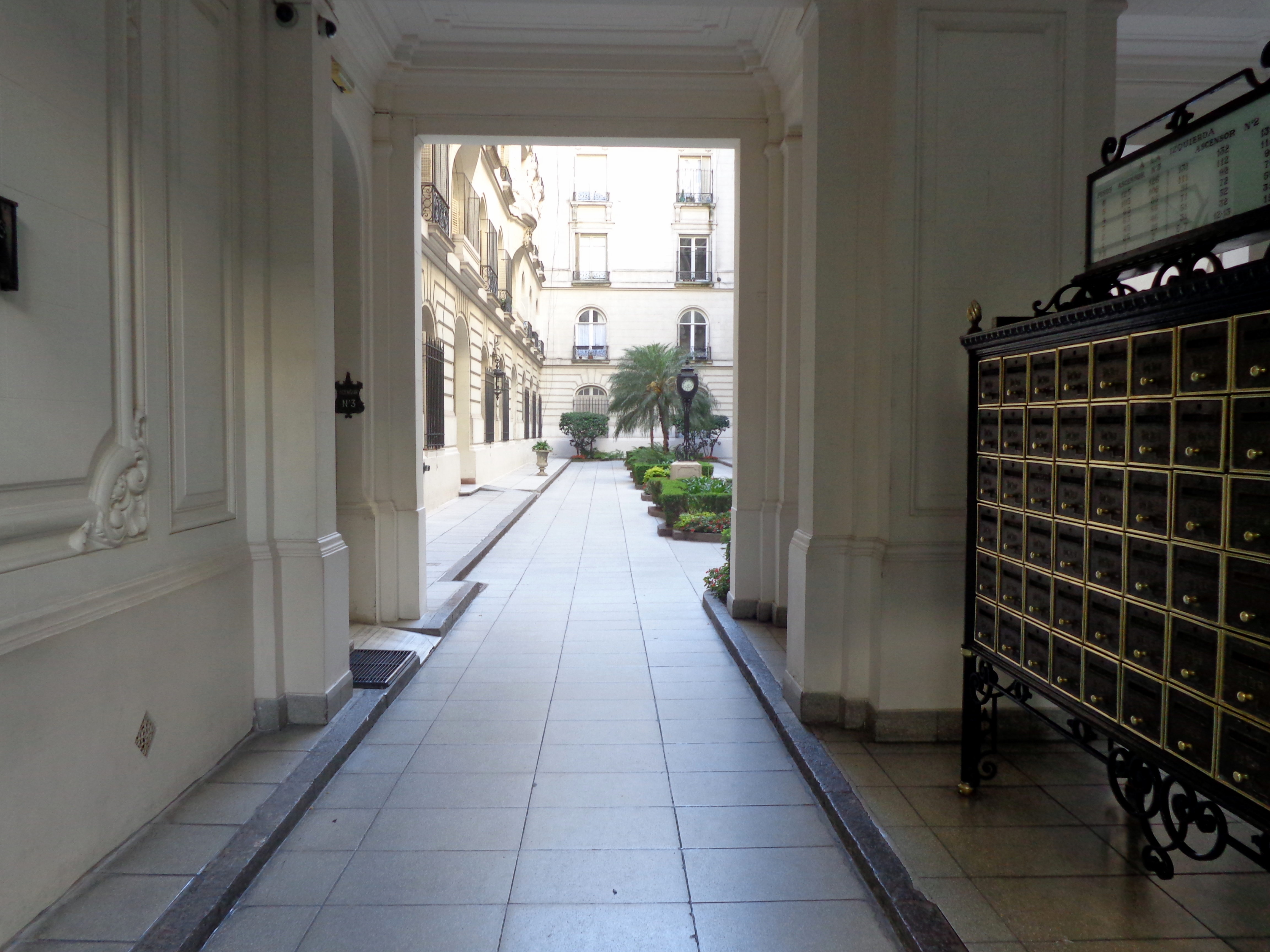
Interior.

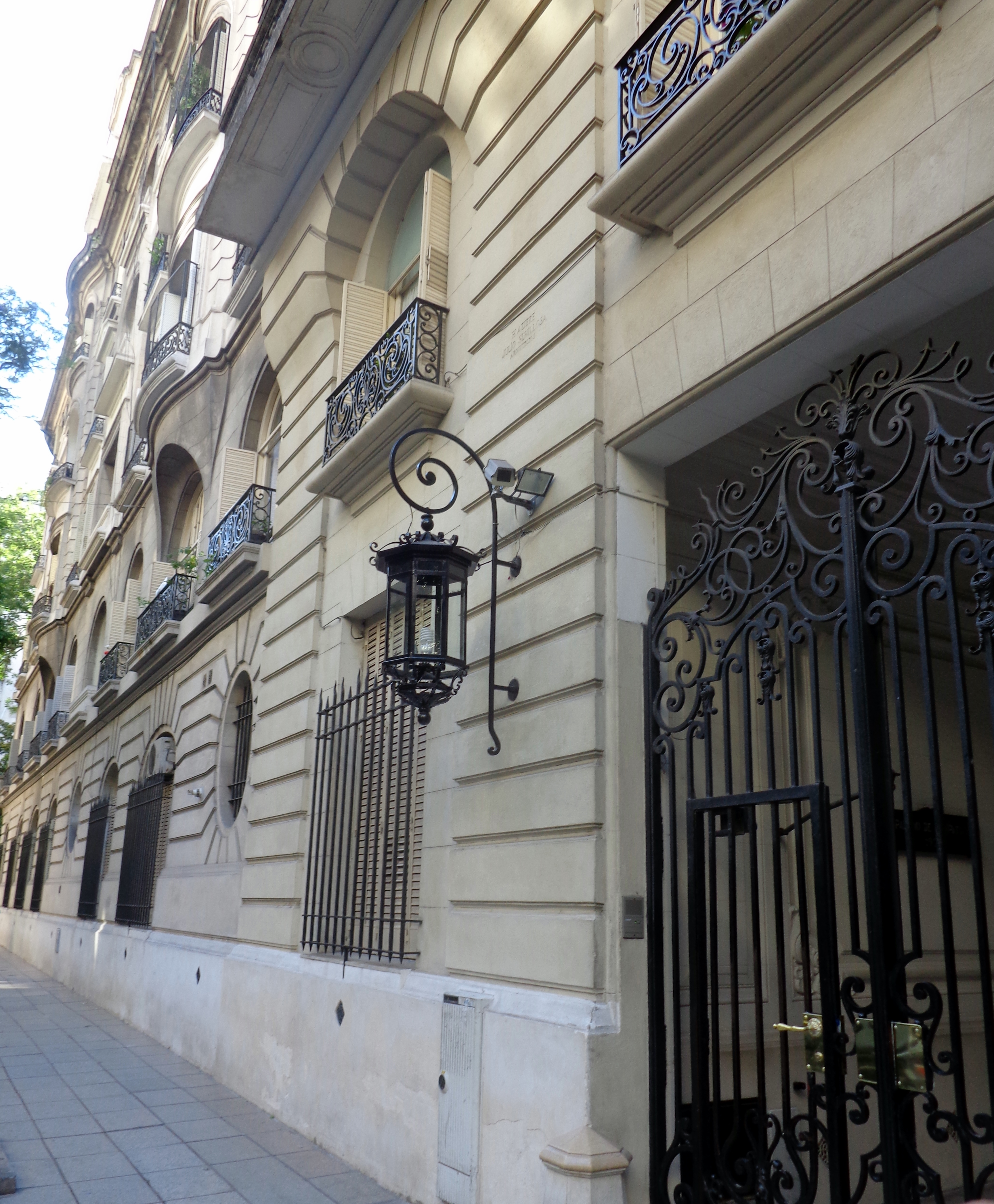
Fachada por Ugarteche.

El Palacio de los Patos es un complejo habitacional construido en 1929, que posee su entrada principal en la calle Ugarteche 3050 del barrio de Palermo en Buenos Aires, Argentina.
Fue obra de los arquitectos Henri Azière (1861-1938) (francés que diseñó los planos pero nunca estuvo en Buenos Aires) y del argentino Julio Senillosa (1864-1936) que modificó planos y dirigió su construcción por encargo de su propietario original Alfredo Miguel Chopitea.
Ocupa la mitad de la manzana limitada por las calles Ugarteche, Juan María Gutiérrez, República Árabe Siria (ex-Malabia) y Cabello extendiéndose sobre 22.000 metros cuadrados, posee 144 apartamentos agrupados en seis pisos de seis cuerpos separados por nueve patios y jardines.
No guarda relación alguna con el Palacio de los Patos de Granada, España. Son encontradas las opiniones acerca del nombre del edificio que originalmente debió llamarse Palacio Chopitea, la más aceptada es que se llama Palacio de los Patos porque estuvo habitada por los venidos a menos de la crisis de 1929 a los que se denominaba "patos" (por el plumaje siempre seco de los patos, por ello que carece dinero, según el lunfardo porteño está "seco") a miembros de familias de alcurnia o pudientes que habían quedado en la ruina o en dificultades económicas y el edificio era el reducto donde se refugiaban aparentando el vivir en un palacio señorial como sus antecesores. Otros aseguran que se debe a que en las cercanías existió un río o laguna "de los Patos" aunque esta segunda versión parece infundada ya que no existía ningún curso de agua llamado de los Patos en la zona (sí a unos 800 m el hoy entubado arroyo Maldonado y a menor distancia el hoy soterrado Tercero del Norte o Arroyo Manso que aún tiene un canal al confinar la calle Ugarteche con el Río de la Plata) .
Jorge Luis Borges alude al edificio en el cuento El inmortal de su libro El Aleph «un laberinto es una casa labrada para confundir a los hombres, su arquitectura pródiga en simetrías, está subordinada a ese fin».
La novela El Palacio de los Patos de María Esther de Miguel está inspirada en el edificio pese a ser completamente ficción.
La novela La Traición (2020) de Jorge Fernández Díaz (escritor) también lo refiere, siendo la vivienda de uno de los personajes.
Según leyendas urbanas la propiedad ha estado habitada por fantasmas desde 1959. El reconocido actor Narciso Ibáñez Menta, quien residió desde 1953 a 1963, aseguró experimentar situaciones paranormales y la presencia de espíritus. En 1973, Rita Hidalgo apareció muerta en su departamento en circunstancias que nunca se aclararon.
El edificio ha sido distinguido como «Testimonio vivo de la memoria ciudadana» por el Museo de la Ciudad de Buenos Aires y como «Edificio Representativo de la ciudad como ejemplo del estilo academicista» por la Dirección General del Patrimonio del Gobierno de la Ciudad de Buenos Aires.
Esta casa de rentas ha tenido ilustres habitantes, políticos, miembros de familias prominentes, científicos, intelectuales y artistas entre ellos Carlos Holmberg, Luisa Vehil, la viuda de Roque Sáenz Peña, el padre Carlos Mugica, Carlos Latorre,  Daniel Rabinovich, Marta Peluffo, Emilio Stevanovich, Arturo S. Mom, Ricardo Mosquera, Ginamaría Hidalgo, Luis Benedit, Francisco De Narváez, Charly García, Matías Nisenson etc.
El Palacio de los Patos se ubica a poca distancia de tres importantes espacios verdes: el Parque de Palermo, el Jardín Zoológico de Buenos Aires y el Jardín Botánico de la misma ciudad, motivo por el cual el valor inmobiliario es muy elevado.

Cerca del inmueble, en la esquina de Ugarteche y Las Heras, se levanta el Palacio de los Gansos de 1942, más pequeño, de 70 unidades, de estilo racionalista también hecho edificar por Alfredo Chopitea.  "Ganso" es tonto en lunfardo, pero existe una creencia muy difundida que el nombre alude al "paso de Ganso" de las marchas militares pues se dice que muchos de sus habitantes originarios eran militares.